# Laetmogonidae
Famille
Les Laetmogonidae sont une famille d'holothuries (concombres de mer) abyssales de l'ordre des Elasipodida.

## Description et caractéristiques

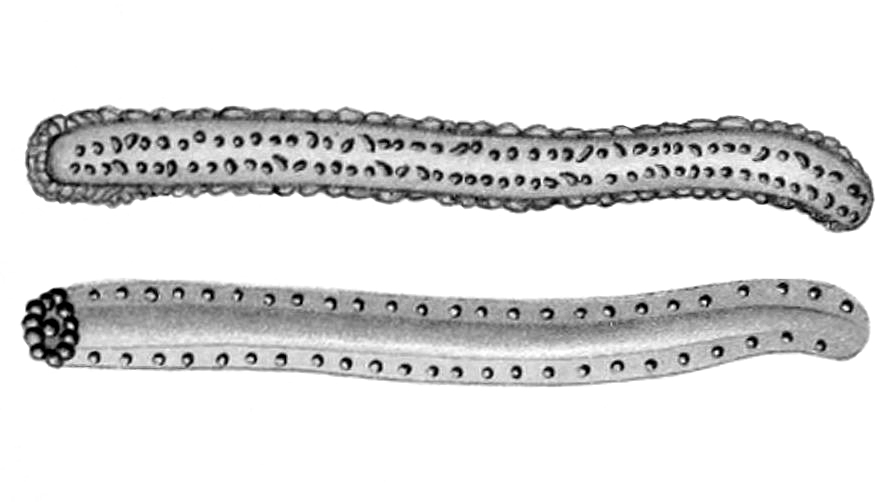
Apodogaster alcocki

Ce sont des holothuries au corps gélatineux, pourvues d'ossicules dermiques en forme de roues. 

## Liste des genres
Selon World Register of Marine Species (4 juin 2014) :
- genre Apodogaster Walsh, 1891 -- 1 espèce
- genre Benthogone Koehler, 1895 -- 3 espèces
- genre Gebrukothuria Rogacheva & Cross, 2009 -- 1 espèce
- genre Laetmogone Théel, 1879 -- 12 espèces
- genre Pannychia Théel, 1882 -- 2 espèces
- genre Psychronaetes Pawson, 1983 -- 1 espèce

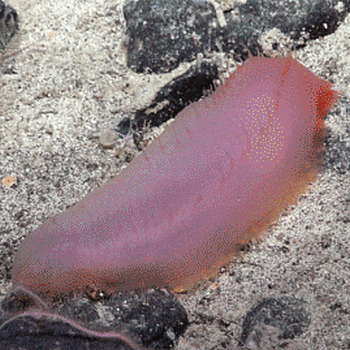
Benthogone sp.
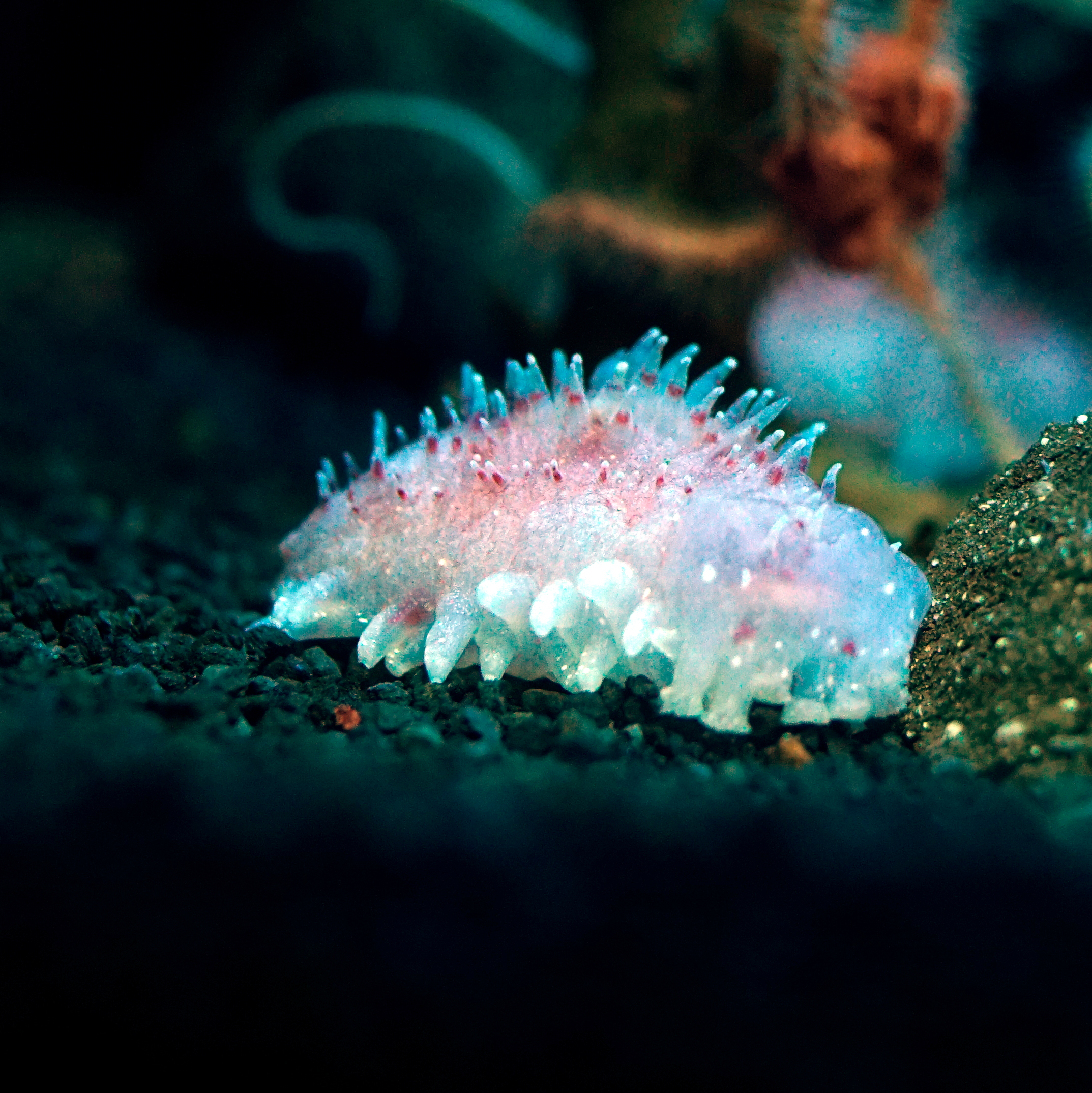
Laetomogone maculata (en aquarium).
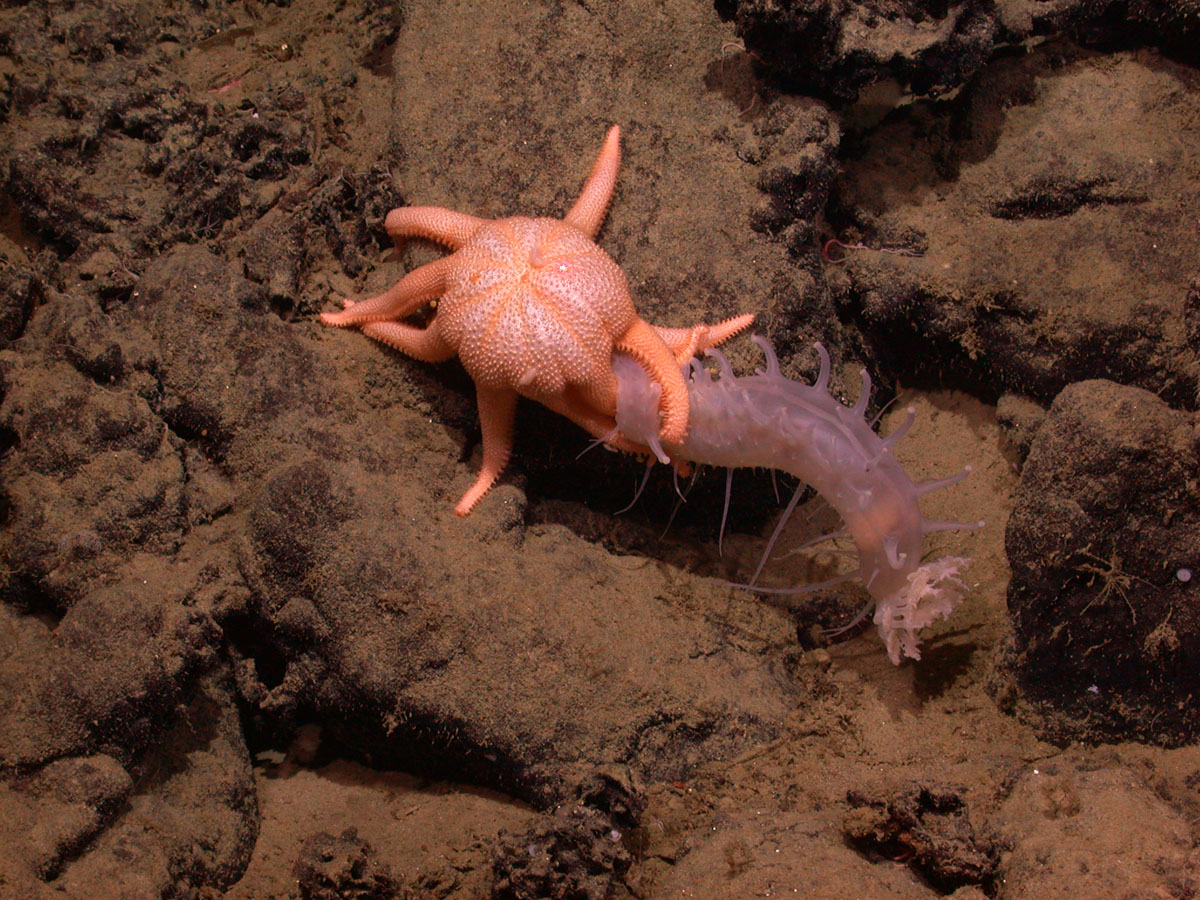
Une Pannychia moseleyi attaquée par une étoile prédatrice du genre Solaster.
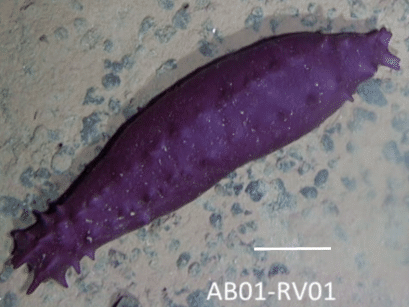
Psychronaetes hanseni
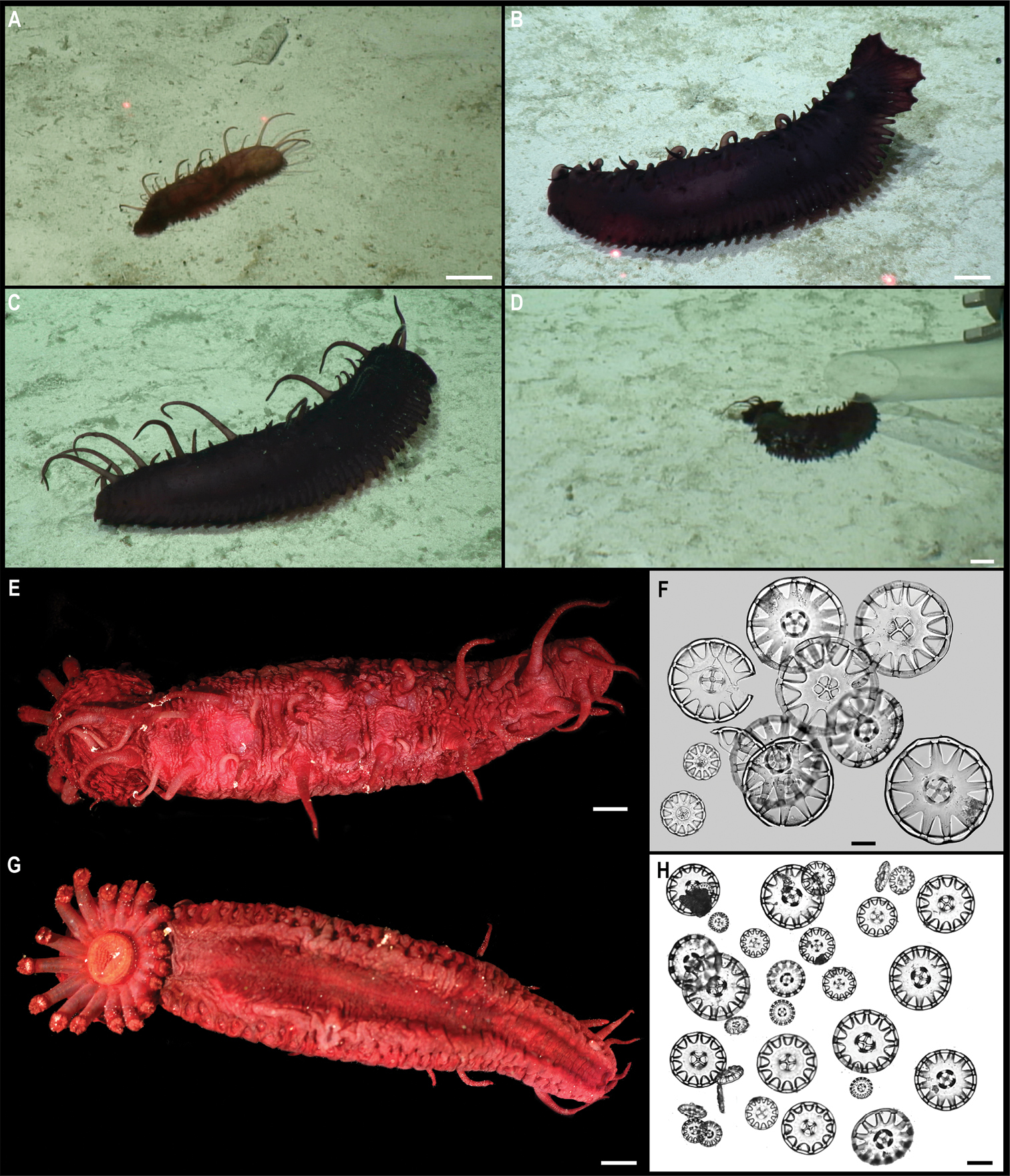
Détails d'un Psychronaetes